# Michal Breznaník
Michal Breznaník (Revúca, 16 de diciembre de 1985) es un futbolista eslovaco que juega como centrocampista en el FC Slovan Liberec de la Liga de Fútbol de la República Checa.

## Carrera de club
Breznaník empezó su carrera cuando jugaba en los equipos de juventud de club de ciudad natal MFK Revúca, más tarde en FC Radvaň y era entonces transferido a ŽP Športuario Podbrezová. En 2007 estuvo transferido a gigante de eslovaco ŠK Slovan Bratislava. Para la temporada 2010-11, ŠK Slovan Bratislava prestó Breznaník a FC Slovan Liberec. Después de una temporada Michal volvió a FC Slovan Liberec.  El 6 de septiembre de 2012, Breznaník firmó contrato de tres años con el club ruso FC Amkar Perm.

## Carrera internacional
Breznaník Hizo su debut para el equipo nacional de su país el 29 de febrero de 2012 en el 2:1 contra Tuquia en un partido amistoso.

## Honores
ŠK Slovan Bratislava
- Corgoň Liga Campeón: 2008–09
- Ganador de Copa de Eslovaquia: 2009–10

FC Slovan Liberec
- Gambrinus Liga Campeón: 2011-12